# Wspólnota administracyjna Salzbrücke
Wspólnota administracyjna Salzbrücke (niem. Verwaltungsgemeinschaft Salzbrücke) – dawna wspólnota administracyjna w Niemczech, w kraju związkowym Turyngia, w powiecie Schmalkalden-Meiningen. Siedziba wspólnoty znajdowała się w miejscowości Obermaßfeld-Grimmenthal.
1 stycznia 2012 wspólnota połączona została ze wspólnotą Dolmar tworząc nową wspólnotę Dolmar-Salzbrücke. Gmina Bauerbach została włączona do gminy Grabfeld.
Wspólnota administracyjna zrzeszała dziesięć gmin wiejskich: 
1. Bauerbach
2. Belrieth
3. Einhausen
4. Ellingshausen
5. Leutersdorf
6. Neubrunn
7. Obermaßfeld-Grimmenthal
8. Ritschenhausen
9. Vachdorf
10. Wölfershausen